# 센리 뉴타운

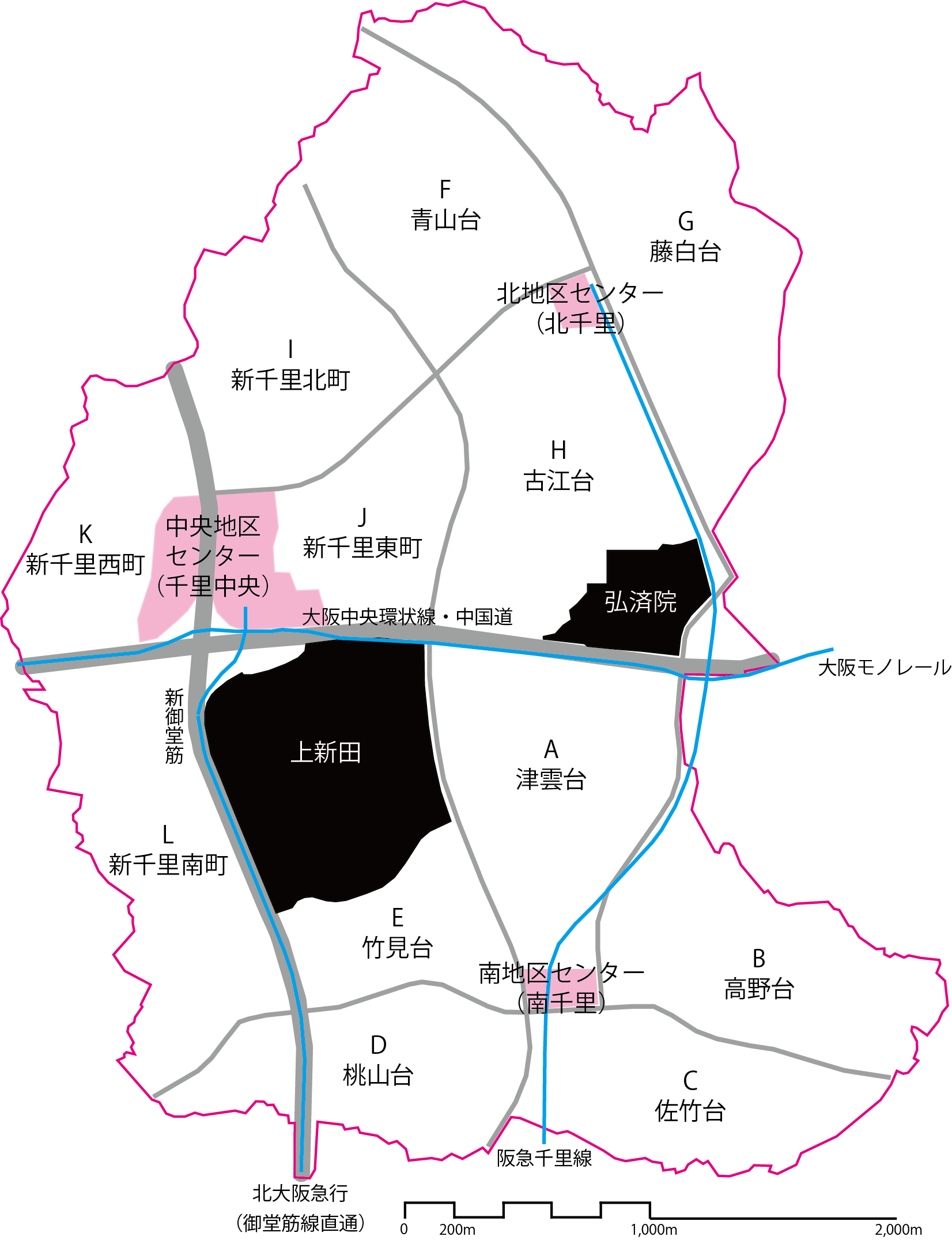
센리 뉴타운의 개략 지도. 홍제원 등과 같이 검은색으로 표시된 곳만 구획에서 제외된 상태이다.

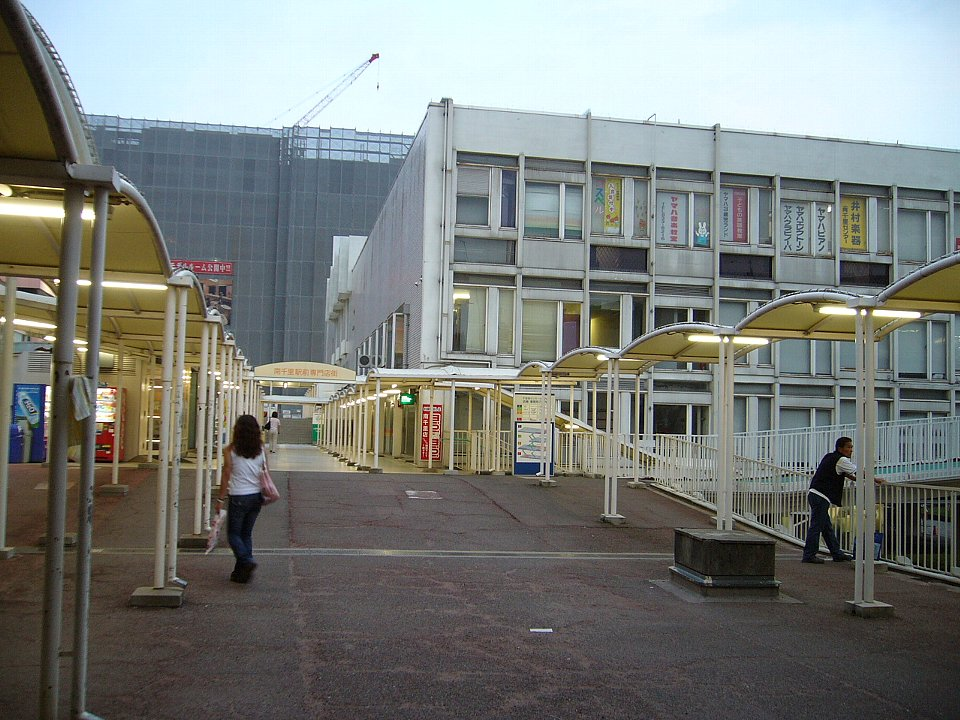
센리 미나미 센터 빌딩

센리 뉴타운(千里ニュータウン)은 일본 오사카부 도요나카시와 스이타시 일대를 그 사이에 걸쳐 있는 구릉인 센리 구릉에 조성된 뉴타운이자 신도시이다. 그러나 이 뉴타운은 약 8만명 내외의 주민들이 거주하고 있어, 일본 신도시 및 뉴타운의 원조이기도 하다.
당초 계획상 이 뉴타운의 인구수는 약 15 ~ 17만명 남짓으로 예상되었고, 면적은 11.6km2로 예정되어 있는 것으로 드러난다. 이와 같이 1963년에 일본에서 공표된 신주택시가지개발법이 정식으로 제정됨에 따라 일본에서 최초로 적용받은 뉴타운 및 신도시 중의 하나이다.
그리고 이 일대에서는 오래된 건축물들이 더 많아지게 되자, 재개발 및 재건축 역시 들어간 상태이기도 하다.

## 주요 교통편
- 기타오사카 급행 전철 : 난보쿠선 - 센리추오역, 모모야마다이역
- 한큐전철 : 한큐 센리선 - 기타센리역, 야마다역, 미나미센리역
- 오사카 고속철도 오사카 모노레일선 : 한큐전철의 한큐 센리 선의 야마다 역과 기타오사카 급행 전철의 센리추오 역과 연계되므로 상기 2개의 역사에 한하여 정차하게 된다.

## 갤러리

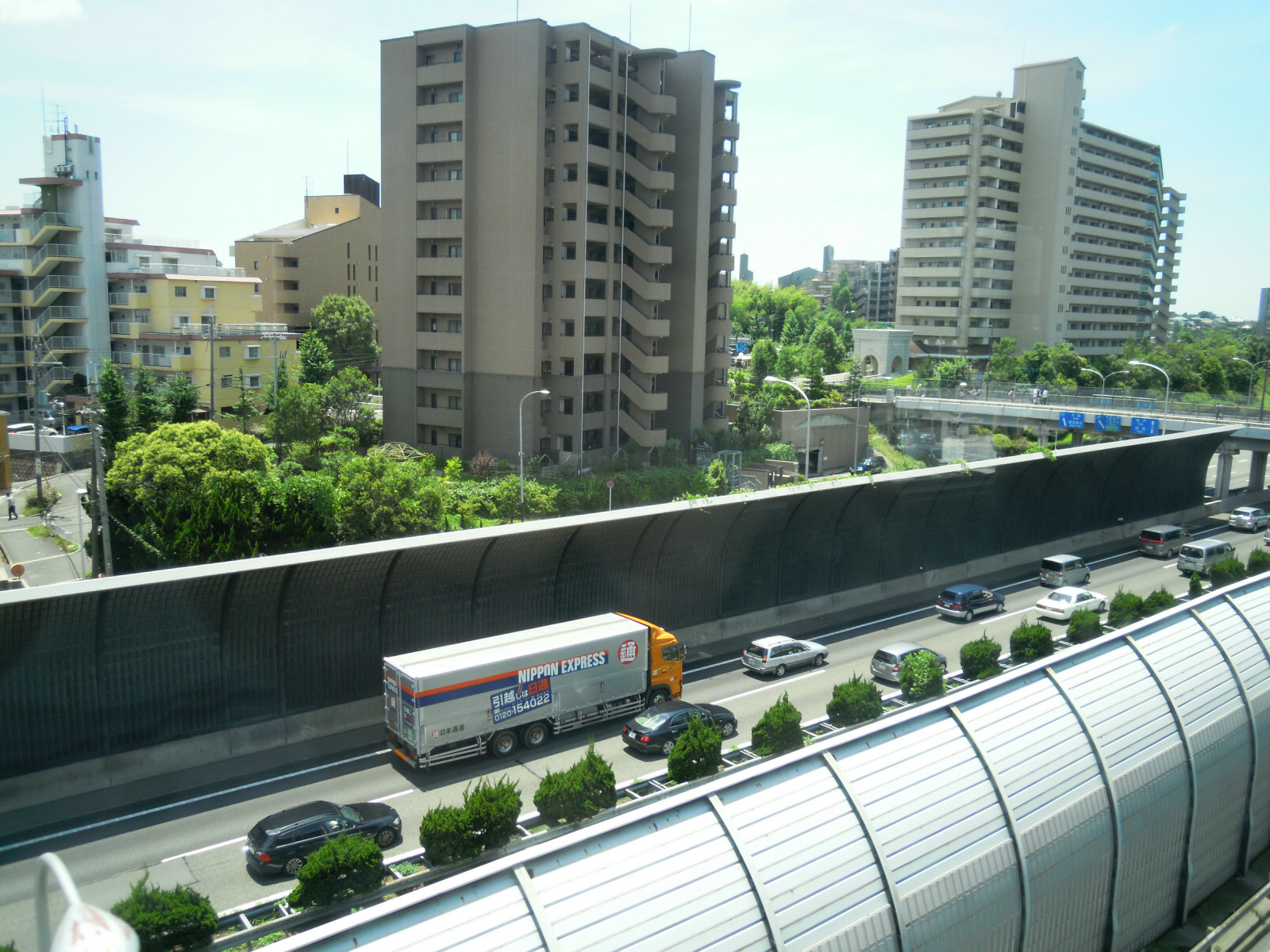
고속도로와 병렬로 놓여 있는 센리 뉴타운 전경
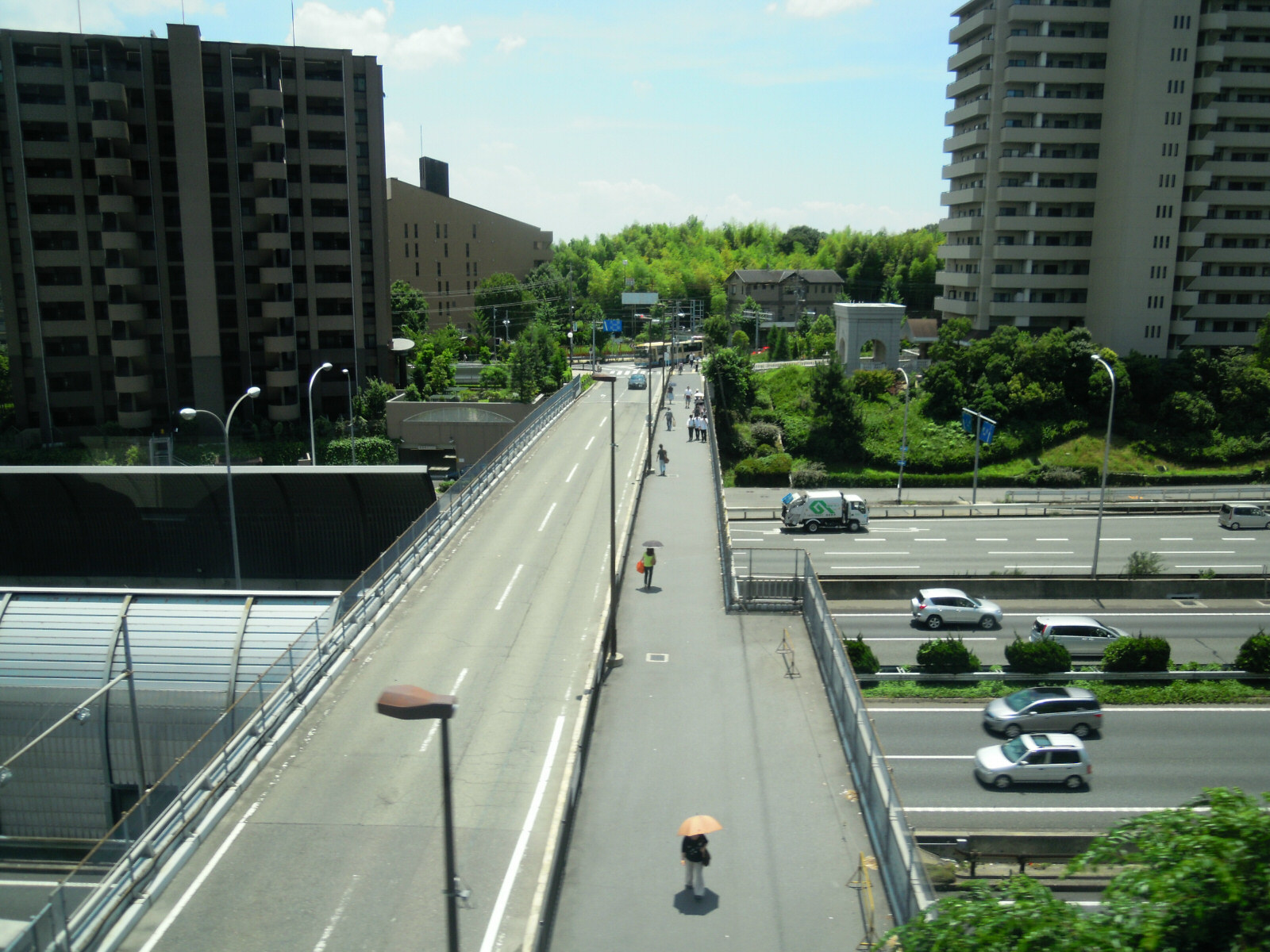
고가도로와 인도를 통해 바로 접촉할 수 있는 센리 뉴타운 일원
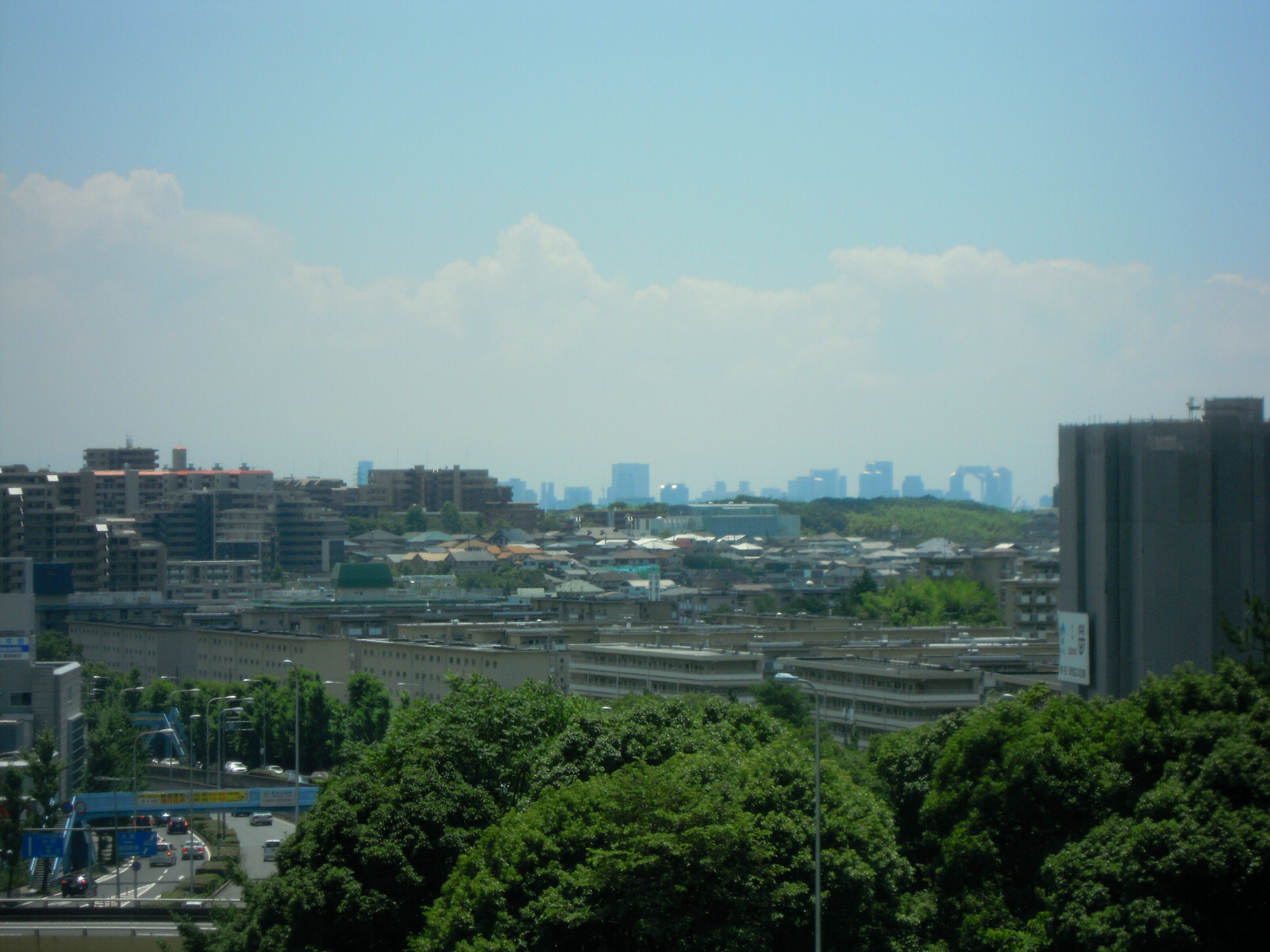
센리 뉴타운 주변의 파노라미오

## 같이 보기
- 센보쿠 뉴타운
- 다마 뉴타운
- 고호쿠 뉴타운
- 지바 뉴타운
- 사틴 신시진